# Port de Gennevilliers (stanice metra v Paříži)
Port de Gennevilliers byla plánovaná konečná stanice pařížského metra na severozápadní větvi linky 13. Stanice se měla nacházet severně od Paříže na hranicích měst Asnières-sur-Seine a Gennevilliers poblíž říčního přístavu na Seině.
14. června 2008 byla prodloužena severozápadní větev linky 13 do stanice Les Courtilles. Mělo se jednat o první fázi s následným pokračováním do Port de Gennevilliers ve druhé fázi. Druhá fáze však posléze nebyla zahrnuta do nového plánu rozvoje z roku 2012.

## Název
Jméno projektované stanice bylo odvozeno od říčního přístavu ve městě Gennevilliers, který je významným pracovním centrem bez odpovídajícího dopravního spojení. V současné době dopravní obslužnost zajišťují autobusy.